# Oesterwurth
Oesterwurth là một đô thị thuộc huyện Dithmarschen, trong bang Schleswig-Holstein, Đức. Đô thị Oesterwurth có diện tích 14,19 km².